# Southern african power pool
Le Southern african power pool (SAPP) constitue une alliance coopérative regroupant les entreprises électriques nationales de la région d'Afrique australe, opérant sous la tutelle de la Communauté de développement d'Afrique australe (SADC). Ce mécanisme d'intégration régionale orchestre les échanges commerciaux d'électricité et harmonise l'interconnectivité des infrastructures électriques nationales, représentant ainsi le système de marché électrique le plus sophistiqué du continent africain.

## Histoire

### Genèse institutionnelle
L'institution du SAPP intervient en août 1995 à l'occasion du sommet de la SADC organisé à Kempton Park, en Afrique du Sud. Les gouvernements membres de la SADC, à l'exception notable de Maurice, paraphent alors un Mémorandum d'entente intergouvernemental sanctionnant l'établissement d'un consortium électrique régional dénommé Southern african power pool.
Les ministres en charge des portefeuilles énergétiques au sein de l'espace SADC procèdent à la signature du Mémorandum d'entente intergouvernemental révisé le 23 février 2006.

### Architecture juridique
L'armature réglementaire du SAPP s'articule autour de quatre instruments juridiques fondamentaux : le Mémorandum d'entente intergouvernemental ayant consacré l'érection du SAPP ; le Mémorandum d'entente inter-services publics, lequel a défini les principes directeurs de gestion et d'exploitation ; l'Accord inter-membres opérationnels établissant les modalités spécifiques d'exploitation et de tarification ; ainsi que les Directives opérationnelles.

## Membres

### Composition
Les pays membres du SAPP comprennent : l'Angola, le Botswana, la République démocratique du Congo, l'Eswatini, le Lesotho, le Mozambique, le Malawi, la Namibie, l'Afrique du Sud, la Tanzanie, la Zambie et le Zimbabwe.
En 2016, le SAPP comptait 12 États membres et 16 membres institutionnels : neuf membres opérationnels (services publics nationaux d'électricité), trois membres non opérationnels (services publics nationaux d'électricité), deux compagnies indépendantes de transport et deux producteurs indépendants d'électricité.

## Objectifs et mission

### Vision stratégique
La vision du SAPP est d'être un marché énergétique pleinement intégré et compétitif, ainsi qu'un fournisseur de solutions énergétiques durables pour la région SADC et au-delà.
Le Southern african power pool a été créé avec l'objectif principal de fournir un approvisionnement en électricité fiable et économique aux consommateurs de chacun des membres du SAPP, en cohérence avec une utilisation raisonnable des ressources naturelles et les effets sur l'environnement.

### Objectifs de commerce
Les arrangements commerciaux du SAPP visent à : faciliter le développement d'un marché électrique compétitif dans la région d'Afrique australe ; donner à l'utilisateur final un choix d'approvisionnement en électricité ; assurer que la région d'Afrique australe soit la région de choix pour l'investissement par les utilisateurs à forte intensité énergétique ; assurer des développements énergétiques durables par des pratiques économiques, environnementales et sociales saines.

## Structure organisationnelle

### Gouvernance
Le Sous-comité des marchés est responsable de la conception et du développement continu du marché électrique SAPP et détermine les critères pour autoriser ce commerce. Le Centre de coordination SAPP rend compte à un Conseil du Centre de coordination composé d'un maximum de deux représentants de chaque service public national d'électricité.

## Interconnexions et infrastructure

### État du réseau régional
Tous les pays continentaux de la SADC, à l'exception de l'Angola, du Malawi et de la République-Unie de Tanzanie, sont interconnectés au réseau régional par le biais du SAPP, leur permettant de commercialiser l'électricité. Les nouvelles capacités de génération installées dans l'un des trois pays non-participants ne sont donc pas accessibles aux neuf autres membres du SAPP – Botswana, République démocratique du Congo, Lesotho, Mozambique, Namibie, Swaziland, Afrique du Sud, Zambie et Zimbabwe.

### Projets de transmission
Le SAPP s'est lancé dans 10 projets de transmission visant à s'assurer que tous ses membres soient interconnectés d'ici 2020 et que le réseau régional soit intégré.

### Financement des infrastructures
Le Pool électrique et la Communauté de développement d'Afrique australe ont lancé une facilité de financement de transmission de 1,3 milliard de dollars pour l'interconnexion.
Les responsables supérieurs des Trésors et de l'Énergie dans la Communauté de développement d'Afrique australe (SADC) ont tenu un atelier régional à Johannesburg, Afrique du Sud, le 19 septembre 2022 pour délibérer sur la proposition de développer une Facilité de financement d'infrastructure de transmission régionale (RTIFF) qui vise à fournir une solution à long terme aux défis de financement énergétique dans la Région.

## Marché électrique

### Évolution du marché
Le pool est passé d'un pool coopératif à un pool compétitif. Le marché bilatéral - les objectifs du commerce bilatéral sont principalement de répondre à l'équilibre de l'offre et de la demande à long terme. Les arrangements commerciaux sont convenus mutuellement entre les parties bilatérales.
Le STEM était initialement utilisé dans le SAPP et actuellement le système DAM est utilisé.

### Commerce d'électricité
Le commerce bilatéral d'électricité a historiquement dominé les volumes de commerce d'électricité du SAPP mais est en déclin (le commerce compétitif en 2017 et 2018 est montré pour l'échelle). Les marchés incluent le marché physique à terme (hebdomadaire), le marché physique à terme (mensuel), le marché du jour suivant, le marché post-jour suivant, et le marché intrajournalier.

## Coopération internationale

### Partenariat avec les États-Unis
L'USEA a formulé un partenariat avec le SAPP pour permettre aux pays membres et aux divers comités opérationnels l'opportunité de participer à des échanges exécutifs avec les pools électriques américains et d'outre-mer, les Opérateurs de systèmes indépendants, et les agences réglementaires traitant du commerce transfrontalier.
Les questions clés de ce partenariat traitaient des marchés énergétiques régionaux ; de la réglementation ; des tarifs transfrontaliers ; et du transport et des questions législatives.

### Support de la Banque mondiale
Les pays en développement poursuivent et bénéficient de plus en plus de l'intégration régionale des systèmes électriques (RPSI) comme stratégie importante pour aider à fournir une électricité fiable et abordable.

## Défis et perspectives

### Rôle dans le développement régional
Les pools électriques d'Afrique subsaharienne ont été établis pour améliorer la capacité de génération et l'infrastructure de transmission pour un plus grand commerce transfrontalier et finalement aborder une façon rentable d'évacuer l'excès de capacité entre pays pour compenser les demandes de pointe.
La demande d'électricité en Afrique subsaharienne (ASS) devrait croître à un taux annuel moyen de 4,6% d'ici 2030, ce qui sera plus que doubler la production électrique actuelle.

### Progrès en génération électrique
La Communauté de développement d'Afrique australe (SADC) continue de chercher des moyens d'augmenter la génération électrique dans la Région pour dépasser les 3 595 mégawatts (MW), sur un objectif de 4 000MW, contribués en 2019 par l'Angola, la République démocratique du Congo, le Malawi, le Mozambique, la Namibie, l'Afrique du Sud et la République-Unie de Tanzanie.